# آیا ایوانز
آیا ایوانز (انگلیسی: Aja Evans؛ زادهٔ ۱۲ مهٔ ۱۹۸۸) ورزشکار بابسلد اهل ایالات متحده آمریکا است.
وی در مسابقات کشوری و بین‌المللی در مجموع برندهٔ ۲ مدال برنز شده‌است.